# Mashup
Mashup är en typ av webbapplikation som sammanställer information och funktionalitet från fler av varandra oberoende källor. Ett exempel kan vara att använda kartmaterial från Google Maps och kombinera det med adressinformation från Eniros sökmotor i en tjänst för användare.
En mashup bygger på att information tillhandahålls i något sånär standardiserade format och gränssnitt. Formaten är ofta baserade på XML eller JSON, men det förekommer även att information från webbsidor samlas in och bearbetas för vidare användning i slutapplikationen. Flera anser att mashups är ett försteg till den semantiska webben där etablerade standarder gör det ännu enklare att dela information och begreppsdefinitioner på ett standardiserat sätt.
Begreppet "Mashup" kommer från början från musikbranschen där det avsåg skapandet av ny musik genom att mixa ihop två eller fler existerande stycken.